# Courçais
Courçais település Franciaországban, Allier megyében. Lakosainak száma 309 fő (2022. január 1.). Courçais Chambérat, La Chapelaude, Chazemais, Saint-Désiré és Viplaix községekkel határos.

## Népesség
A település népességének változása:
| Lakosok száma | 474  | 345  | 311  | 303  | 343  | 333  | 325  | 320  | 316  | 309  |
|               | 1968 | 1982 | 1990 | 2006 | 2013 | 2015 | 2017 | 2019 | 2020 | 2022 |